# Liczba Sherwooda
Liczba Sherwooda – jedna z liczb podobieństwa. Miara stosunku ogólnej szybkości przenoszenia masy do szybkości dyfuzji. Występuje jako kryterium podobieństwa we wszystkich korelacjach dotyczących współczynnika wnikania {\displaystyle k_{c}} . Definiuje ją równanie:
{\displaystyle {\mbox{Sh}}={\frac {\beta l}{\delta }}={\frac {kl}{\rho D}},}
gdzie:
{\displaystyle \beta } – współczynnik wnikania masy,
{\displaystyle k} – współczynnik przenikania masy,
{\displaystyle l} – charakterystyczny wymiar liniowy,
{\displaystyle \delta } – dynamiczny współczynnik dyfuzji,
{\displaystyle D} – kinematyczny współczynnik dyfuzji,
{\displaystyle \rho } – gęstość.
Liczba Sherwooda jest w praktyce inżynierskiej liczona z zależności empirycznych, będąc funkcją liczb dających się łatwiej określić:
{\displaystyle Sh=f(Re,Sc).}
I tak istnieje wzór Colburna, który podaje jedną z możliwych zależności w zakresie do Sc = 2000:
{\displaystyle Sh=0{,}023\cdot Re^{0{,}8}\cdot Sc^{0{,}33}.}
Jak również równanie Froesslinga:
{\displaystyle Sh=2+0{,}6\cdot Re^{0{,}5}\cdot Sc^{0{,}33}.}